# Яхья II ибн Яхья
Яхья II ибн Яхья ибн Мухаммад (араб. يحيى الثاني بن يحيى بن محمد‎; ум. 866, Фес) — шестой халиф государства Идрисидов в 863—866 годах.

## Биография
Был сыном халифа Яхьи I ибн Мухаммада, унаследовал власть после его смерти в 863 году. Начав правление с раздач земель своим приближённым и родственникам, он допустил в государстве политическую нестабильность, которая привела к восстанию в столице государства Фесе. Благодаря поддержке тестя Али ибн Умара, правителя Рифа, подавил восстание, но фактически лишился власти.
Скончался в 866 году при неизвестных обстоятельствах, власть перешла к его дяде и тестю Али ибн Умару.